# 浅野琢也
浅野 琢也（あさの たくや、1962年1月30日 - ）は、日本のファッションデザイナー、インスタレーション作家(現代美術家)。北海道夕張市生まれ。東京都江東区内に在住。
オーダーメードからさまざまな職種の制服をデザインする。デザイン画の講師として、後進への指導・アドバイスを行っている。また、発明家（クリエイター）としても活動し、複数の特許実用新案を出願している。東京大気汚染公害裁判の原告団幹事を勤めるなど市民運動の経験があり、発明の内容も環境への配慮がなされている。開放特許となった発明は大手玩具メーカーによって商品化された。登録商標はベルヌである。

## 経歴
北星学園男子高等学校、北海道立高等職業訓練学校（製版印刷科）卒業。札幌デザイン研究所修了。プロのデザイナーになった後、バンタンデザイン研究所を修了。

## 受賞経歴

### 服飾デザイン受賞歴
- 1985年2月 - 「第9回 札幌モードコンペティション」入賞
- 1985年11月 - 「第2回 （社）日本デザイナークラブ 北のファッションコンテスト」入選
- 1986年2月 - 「第10回 札幌モードコンペティション」銀賞・NDC賞（ダブル受賞）
- 1986年10月 - 「（社）京都服飾デザイナー協会(KDK)コンテスト」染織新報本社賞受賞
- 1986年11月 - 「第3回 （社）日本デザイナークラブ 北のファッションコンテスト」北海道新聞社賞受賞
- 1987年2月 - 「第11回 札幌モードコンペティション」審査員特別賞・NDC賞（ダブル受賞）
- 1987年10月 - 「第3回 （社）日本デザイナークラブ 北のファッションコンテスト」N.D.C.大賞受賞
- 1988年2月 - 「第12回 札幌モードコンペティション」銅賞受賞
- 1988年9月 - 「（財）日本ユニフォームセンター(NUC) リクルートの為のユニフォームデザインコンテスト」NUC賞受賞
- 1990年3月 - 「日本クルーズ客船『おりえんとびいなす』女子船員制服デザインコンテスト」佳作受賞
- 1992年9月 - 「第3回 ユニフォームメッセ ユニフォームデザインコンテスト」部門優秀賞受賞（レディースワーキング部門）、スクールウェア学校制服部門入賞、オフィスユニフォーム部門・サービスユニフォーム部門入選

### 美術系公募展受賞歴
- 2005年11月 - 「せんだいアートアニュアル2005」田中秀幸賞佳作受賞（せんだいメディアテーク）
- 2006年7月 - 「第21回 東京都障害者総合美術展」入選
- 2006年10月 - 「江東区芸術祭（美術展）」奨励賞受賞
- 2007年8月 - 「第22回 東京都障害者総合美術展」入選

## 美術系団体展出品歴（インスタレーション）

### 美術団体展
- 2005年3月 - 「第58回 日本アンデパンダン展（差額ベット）東京都美術館」(インスタレーション)
- 2006年3月 - 「第59回 日本アンデパンダン展（ブルーシートTokyo）東京都美術館」(インスタレーション)
- 2007年3月 - 「第60回 日本アンデパンダン展（馬券舞う寒空）東京都美術館」(インスタレーション)
- 2007年7月 - 「第55回 平和美術展（「セントーチューイ（戦闘チュー意）」）東京都美術館」(インスタレーション)
- 2008年3月 - 「第61回 日本アンデパンダン展（叫け美空間0803蘇生）国立新美術館」(インスタレーション)
- 2008年7月 - 「第56回 平和美術展（戦闘海域0807海鮮）東京都美術館」(インスタレーション)
- 2009年3月 - 「第62回 日本アンデパンダン展（デス・ドラム0903日本海溝、深い闇）国立新美術館」(インスタレーション)
- 2009年7月 - 「第57回 平和美術展（good bye）東京都美術館」(インスタレーション)
- 2010年5月 - 「第19回 Green Vibration作品展 （Ｚ）大倉山記念館」(コラージュ)
- 2011年3月 - 「第64回 日本アンデパンダン展（完・ファインナンシャレ＋チワワ）国立新美術館」(インスタレーション)
- 2011年5月 - 「第20回 Green Vibration作品展 （ソルティードック 3.11）大倉山記念館」(インスタレーション)
- 2012年3月 - 「第65回 日本アンデパンダン展（イノチノ・キョウカイ、命の線引き）国立新美術館」
- 2012年4月 - 「第21回 Green Vibration作品展 （波のメモリアル ３．１１）大倉山記念館」(インスタレーション)
- 2012年8月 - 「第60回記念 平和美術展（戦闘ゼロに向かって）東京都美術館」(平面F20号)
- 2013年3月 - 「第66回 日本アンデパンダン展（キケンなクウキ）国立新美術館」(インスタレーション)
- 2013年8月 - 「第61回 平和美術展（希望の馬!?）東京都美術館」(インスタレーション)
- 2014年3月 - 「第67回 日本アンデパンダン展「誕生！祝福？（キャベツ畑・人間プラント）」国立新美術館」(インスタレーション)
- 2017年3月 - 「第70回 日本アンデパンダン展「猫・ネコ・一輪車」国立新美術館」(インスタレーション)
- 2018年3月 - 「第71回 日本アンデパンダン展「激炎(ゲキエン)」国立新美術館」(インスタレーション)
- 2018年5月 -「第28回　Green Vibration作品展」｢ピチピチピーチでドンブラコビーチ｣大倉山記念館」(インスタレーション)
- 2019年2月 -「第1回　2019版画展「ねんねんねこねこ」東京芸術劇場アトリエ・イースト(きり絵P12号)
- 2019年3月 -「第72回　日本アンデパンダン展「人間模様はワニ模様　人生の渡し舟」国立新美術館(インスタレーション)
- 2019年5月 -「第29回　Green Vibration作品展」 「ベンキの子・御不浄の不条理」大倉山記念館」(インスタレーション)
- 2019年8月 - 「第67回 平和美術展「!?・・」東京都美術館」(インスタレーション)
- アート・イベント参加歴

- 2006年9月 - 「GEISAI #10 ブース B-056 東京ビッグサイト」
- 2008年5月 - 「GEISAIミュージアム#２ ブース　C-081（愛国心の形）出品東京ビッグサイト」

## 衣装協力・デザイン協力・美術協力
- 映画「櫻の園」 （2008年公開）-「櫻の園-さくらのその-」（制服デザイン））『監督　中原俊』
- 映画「ボックス!」（2010年公開）（衣装協力）『監督　李闘士男（映画デトロイト・メタル・シティ）』『原作百田尚樹』
- ドラマ「ハンマーセッション!」 2010年7-9月 TBSテレビ （制服デザイン）（ローソン・ＴＢＳ限定グッズとしてロッピー（Loppi）とＴＢＳ-ｉショップで劇中使用の光学園の制服一式(ネクタイ・リボン・スクールバッグ)が販売される。)
- ドラマ「世にも奇妙な物語 2012年 春の特別編スウィート・メモリー」 2012年4月 フジテレビ （美術協力）
- 映画「愛と誠」（2012年公開）（衣装協力）『監督　三池崇史』
- 映画「悪の教典」（2012年公開）（衣装製作〔制服デザイン担当〕）原作 貴志祐介 監督 三池崇史
- 映画「THE NEXT GENERATION -パトレイバー-」（2014年4月よりイベント公開）（〔衣装製作協力〕）総監督 押井守

### 映画関連 (その他)
- 映画「海炭市叙景」オフィシャルサポーター（2010年公開）『監督　熊切和嘉』(原作佐藤泰志)
- 映画「青い青い空」オフィシャルサポーター（2010年公開）『監督　太田隆文』
- 映画「ゼブラーマン ゼブラシティの逆襲」オリジナルグッズデザイン（2010年公開）『監督　三池崇史』
- 映画「雷桜」らいおうグッズデザイン（2010年公開）『監督　廣木隆一』
- 映画「百年の時計」オフィシャルサポーター（2012年公開）『監督　金子修介』
- 映画「ハーメルン」オフィシャルサポーター（2013年公開）『監督　坪川拓史』